# Шаве (Португалія)
Шаве (порт. Chave; МФА: [ˈʃa.vɨ]) — парафія в Португалії, у муніципалітеті Арока. Розташована в західній частині країни, на теренах історичної португальської провінції Бейра. Входить до складу округу Авейру. За адміністративним поділом, чинним до 1976 року, терени парафії були складовою провінції Берегове Дору. Належить до Авейрівської діоцезії Католицької церкви. Патрон — свята Евлалія. Площа — 10,9053 км². Населення — 1253 ос. (2011). Слабо урбанізований регіон. Густота населення — 114,9 осіб/км²
. Код — 010407.

## Географія

Арока (2013)
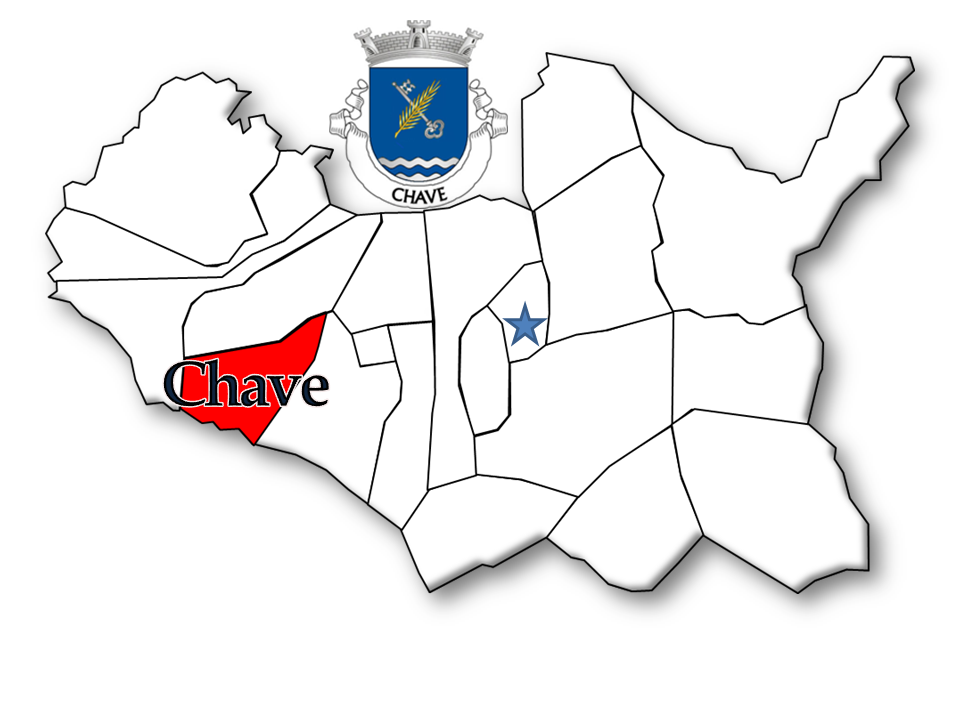
Шаве

## Населення
| Кількість мешканців | Кількість мешканців | Кількість мешканців | Кількість мешканців | Кількість мешканців | Кількість мешканців | Кількість мешканців | Кількість мешканців | Кількість мешканців | Кількість мешканців | Кількість мешканців | Кількість мешканців | Кількість мешканців | Кількість мешканців | Кількість мешканців |
| ------------------- | ------------------- | ------------------- | ------------------- | ------------------- | ------------------- | ------------------- | ------------------- | ------------------- | ------------------- | ------------------- | ------------------- | ------------------- | ------------------- | ------------------- |
| 1864                | 1878                | 1890                | 1900                | 1911                | 1920                | 1930                | 1940                | 1950                | 1960                | 1970                | 1981                | 1991                | 2001                | 2011                |
| 888                 | 998                 | 969                 | 984                 | 1.070               | 1.184               | 1.452               | 1.337               | 1.456               | 1.459               | 1.293               | 1.354               | 1.398               | 1.414               | 1.253               |